# Košice (Boemia meridionale)
Košice (in tedesco Koschitz) è un comune della Repubblica Ceca facente parte del distretto di Tábor, in Boemia Meridionale.